# Generalszug
Der Generalszug in den Berliner Ortsteilen Charlottenburg, Schöneberg und Kreuzberg ist eine großzügig angelegte Straßen- und Platzfolge, deren Namen an die Befreiungskriege 1813–1815 gegen Napoleon I. erinnert. Er basiert, mit Ausnahme der Umfahrung des späteren Gleisdreieckgeländes, auf älteren Planungen von Peter Joseph Lenné (ab 1841 bis 1855) und dem Hobrecht-Plan von 1862. Die Benennungen wurden zum 50-jährigen Gedenken durch Kabinettsorder vom 9. Juli 1864 verfügt. Der Straßenzug wurde bis etwa 1880 fest ausgebaut und über 5 km lang.

## Straßenverlauf

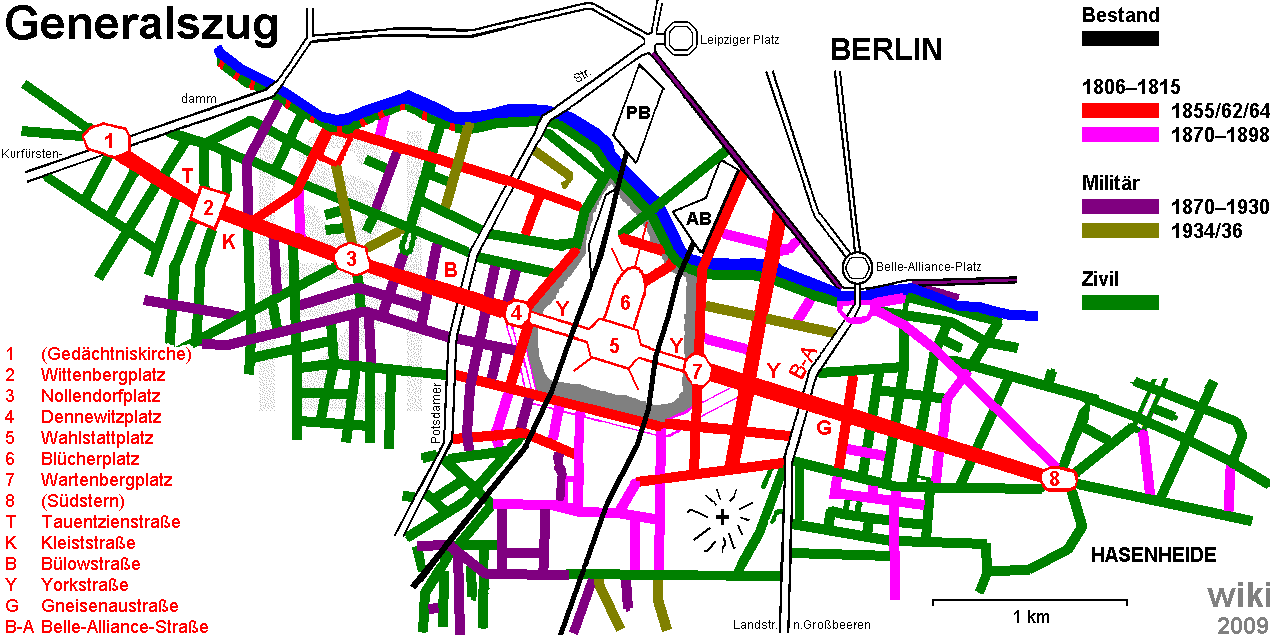
Karte des Berliner Generalszugs:
Breitscheidplatz am linken Ende und Südstern am rechten Ende

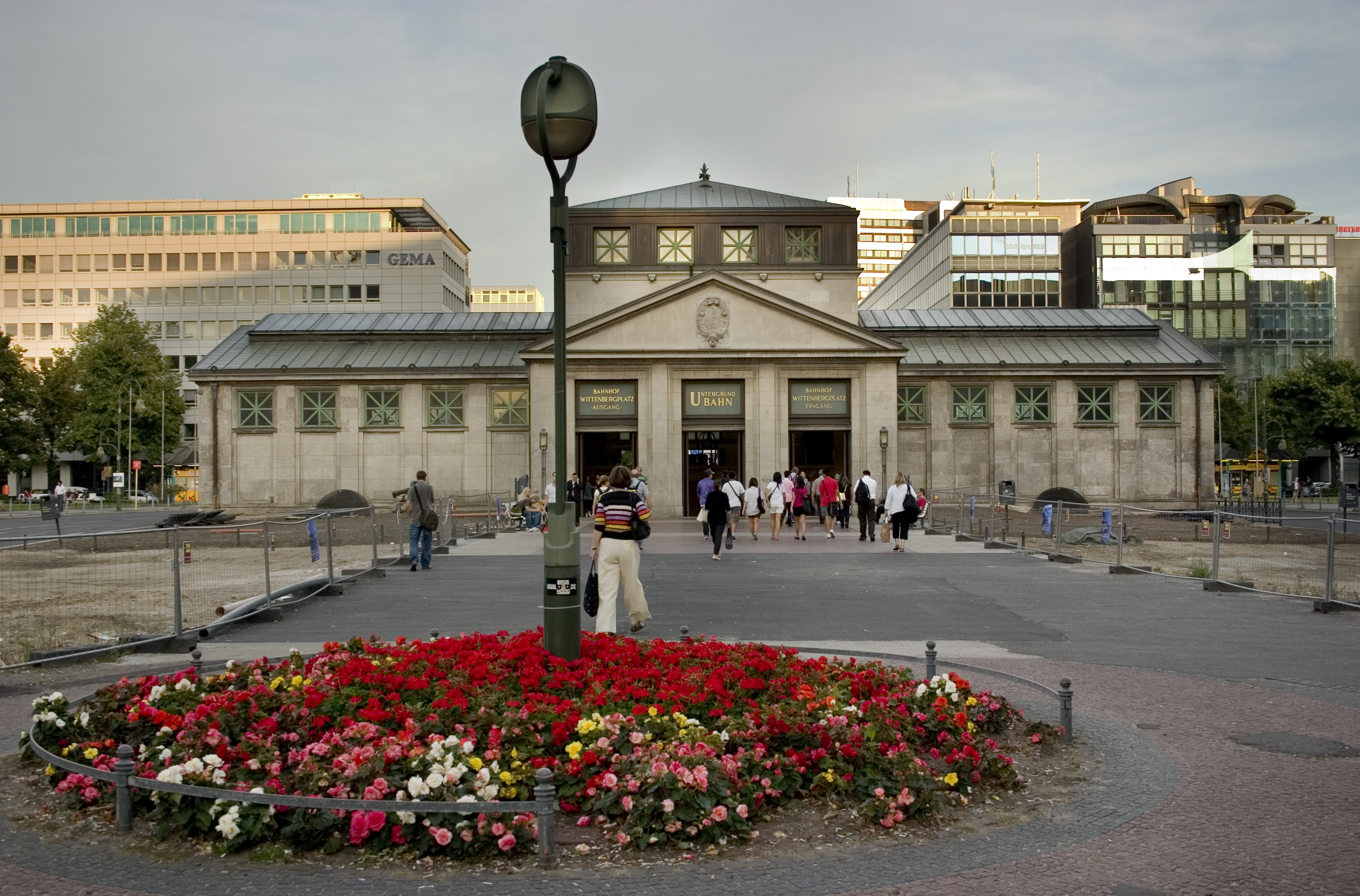
Wittenbergplatz gen Osten, benannt nach der Schlacht bei Wittenberg

Der durchgehende Generalszug besteht aus folgenden Straßen und Plätzen:
- Tauentzienstraße (umgangssprachlich: der Tauentzien), beginnend am Breitscheidplatz, wurde nach Bogislav Friedrich Emanuel von Tauentzien benannt, einem preußischen General, der sich während der Befreiungskriege mit vielen militärischen Leistungen einen Namen machte und den Titel Graf von Wittenberg erhielt.
- Der Wittenbergplatz ist nach der Schlacht bei Wittenberg benannt. General von Tauentzien erstürmte im Februar 1814 die Stadt.
- Die Kleiststraße ist nach Friedrich von Kleist benannt, der nach der Schlacht bei Kulm und Nollendorf den Namen Graf Kleist von Nollendorf erhielt.
- Der Nollendorfplatz ist nach dieser Schlacht beim Dorf Nollendorf (tschechisch Nakléřov) benannt worden.
- Bülowstraße, benannt nach Friedrich Wilhelm Bülow, der wegen seiner Verdienste in der Schlacht bei Dennewitz den Titel Graf von Dennewitz erhielt.
- Dennewitzplatz, nach der Schlacht bei Dennewitz in Brandenburg benannt, wie gleichfalls die Dennewitzstraße
- Der von der Bülowstraße abgeleitete Begriff Bülowbogen ist kein offizieller Straßenname und beschreibt den 1872–1875 entstandenen Verlauf des ursprünglich geradlinig geplanten Generalszugs, der hier um rund 400 Meter nach Süden in die bisherige Blücherstraße verschwenkt wurde, um die Eisenbahnanlagen der Potsdamer, Anhalter und Dresdener Bahn mit den Yorckbrücken an einer möglichst schmalen Stelle unterqueren zu können. Auf dem Gebiet südlich des Landwehrkanals wurden damals die Güter- und Betriebsbahnhöfe erheblich erweitert, weil das Verkehrsaufkommen in der Gründerzeit stark anstieg.
- Der Abschnitt mit den Yorckbrücken, zunächst nach dem Generalfeldmarschall Gebhard Leberecht von Blücher als Blücherstraße benannt, wurde 1885 in die damalige Yorkstraße einbezogen. Yorckstraße mit St. Bonifatius, benannt nach Generalfeldmarschall Ludwig Yorck von Wartenburg

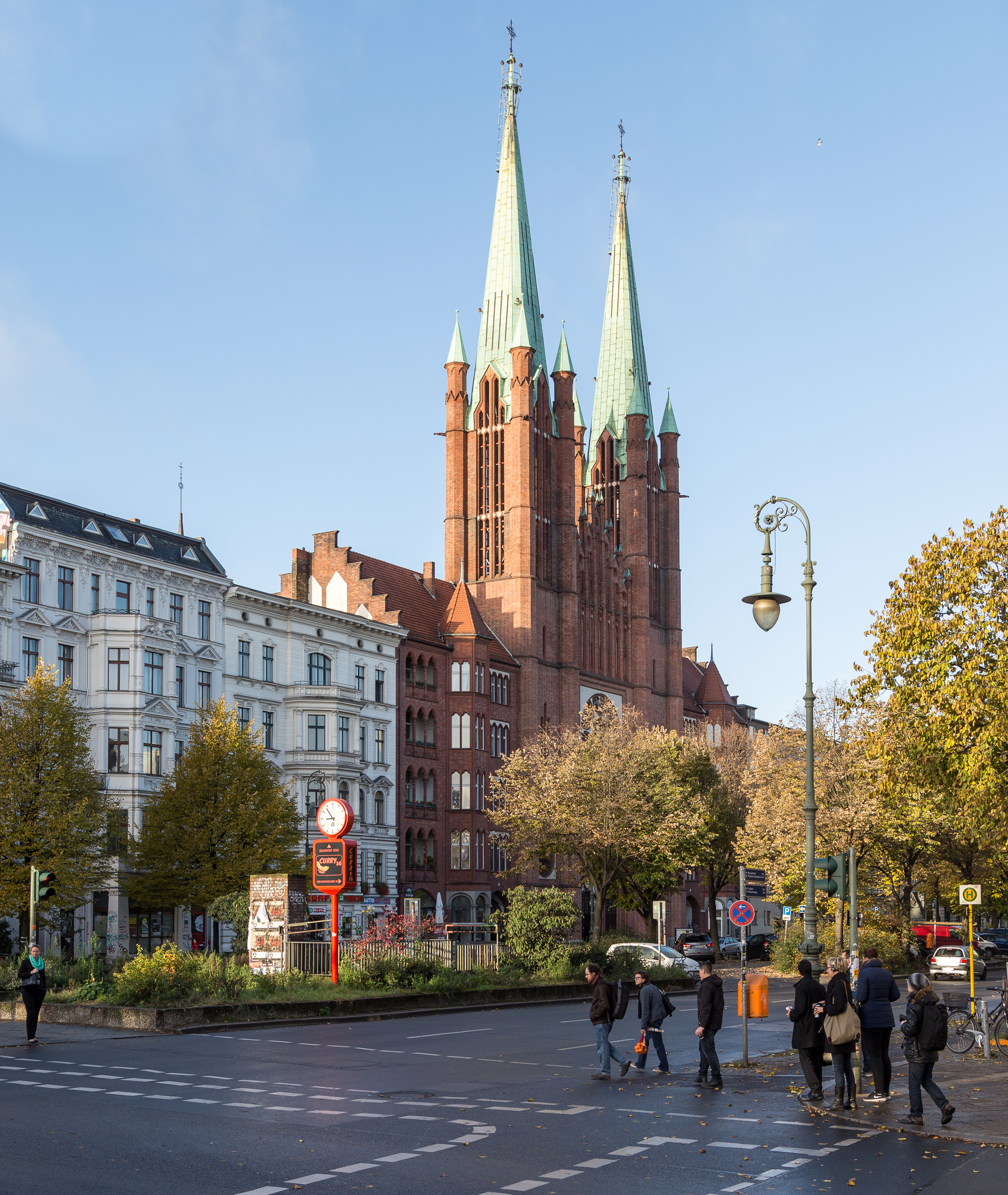
Yorckstraße mit St. Bonifatius, benannt nach Generalfeldmarschall Ludwig Yorck von Wartenburg

- Yorckstraße (bis 1909 Yorkstraße ohne „c“ geschrieben) nach General Ludwig Yorck von Wartenburg benannt, beginnt an der Bülowstraße am Anfang der Yorckbrücken und stößt an der Ecke Großbeerenstraße im spitzen Winkel von Süden kommend auf die Hornstraße, schwenkt dann auf die ursprüngliche geradlinige Achse ein.
- Unter dem späteren Bahngelände waren zwei weitere große Schmuckplätze vorgesehen, der Blücherplatz und der Wahlstattplatz (Blücher wurde Fürst von Wahlstatt), verbunden durch eine (ursprüngliche) Blücherstraße. Dies kam aber nicht mehr über Sandwege hinaus, weil die Eisenbahngesellschaften auf Änderung der Pläne drängten. Auf dem ehemaligen Bahngelände wurde am 2. September 2011 der Park am Gleisdreieck eröffnet, dessen zentraler West-Ost-Weg den Namen Generalszug trägt und die ursprünglich geplante gerade Verbindung von Schöneberg zur Hornstraße andeutet.
- Wartenburgplatz (nach der Schlacht bei Wartenburg des Generals Yorck, seitdem Graf von Wartenburg) hieß 1864 bis 1875 die heutige Kreuzung Hornstraße / Möckernstraße; wurde aber nicht mehr als Schmuckplatz ausgestaltet. Stattdessen entstand in unmittelbarer Nähe die Wartenburgstraße.
- Die Gneisenaustraße, benannt nach August Neidhardt von Gneisenau, ist das letzte Teilstück des Generalszugs.
- Auf dem Südstern, an dem mit der Gneisenaustraße der Generalszug endet, wurde schließlich die repräsentative neue Evangelische Garnisonkirche gebaut, die die Blickachse optisch abschließt. Genauso wurde am anderen Ende der Prachtstraße die Kaiser-Wilhelm-Gedächtniskirche errichtet.

In den beiden Jahrzehnten bis zur Fertigstellung erhielten die neu angelegten Querstraßen passende Namen, während die Bebauung der Feldmark fortschritt.

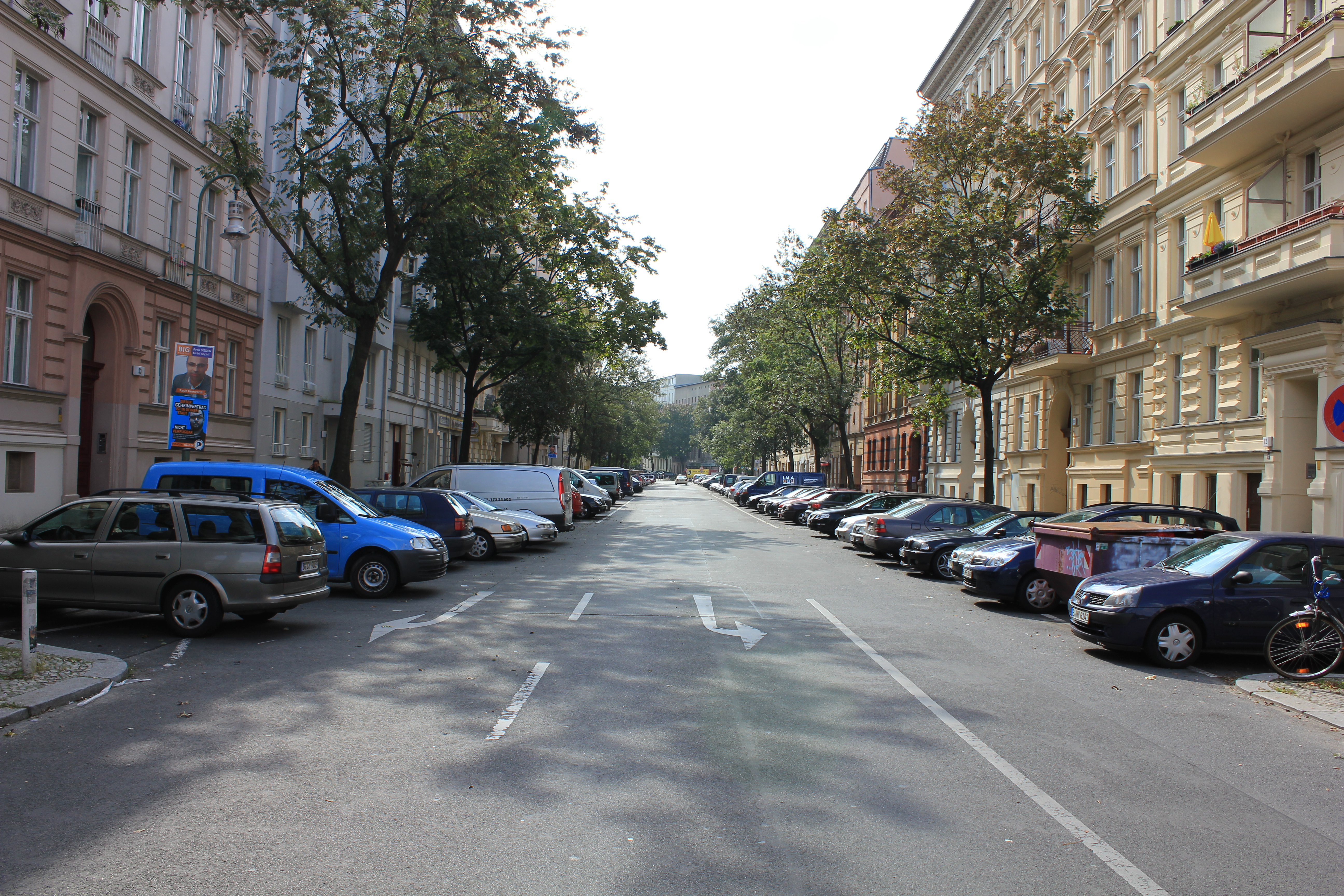
Kulmer Straße, benannt nach der Schlacht bei Kulm

- Die Kulmer Straße führt von Süden an den Bülowbogen heran und ist ebenfalls nach der Schlacht bei Kulm und Nollendorf benannt. In der Nähe vom Nollendorfplatzes gibt es eine Nollendorfstraße.
- Von Süden an die Yorckbrücken führt die Bautzener Straße (Schlacht bei Bautzen) mit dem später angelegten Bautzener Platz.
- Am östlichen Ende der Yorckbrücken mündet – von Süden kommend – die Katzbachstraße in die Yorckstraße ein, die nach der Schlacht an der Katzbach benannt ist. Hier beginnt auch die Hagelberger Straße, deren Name an die Schlacht bei Hagelberg erinnert.
- Etwas abgelegener befinden sich die Erinnerungen an die weniger siegreich ausgegangenen Gefechte: Großgörschenstraße – Schlacht bei Großgörschen – sowie Eylauer Straße – Schlacht bei Preußisch Eylau.
- Auch die Möckernstraße im Norden stellt den Bezug zu Schlachten der Befreiungskriege her: Das Vorgefecht der Völkerschlacht bei Leipzig fand in dem heutigen Vorort von Leipzig statt (und es gab auch das Gefecht bei Möckern). Nationaldenkmal auf dem Kreuzberg

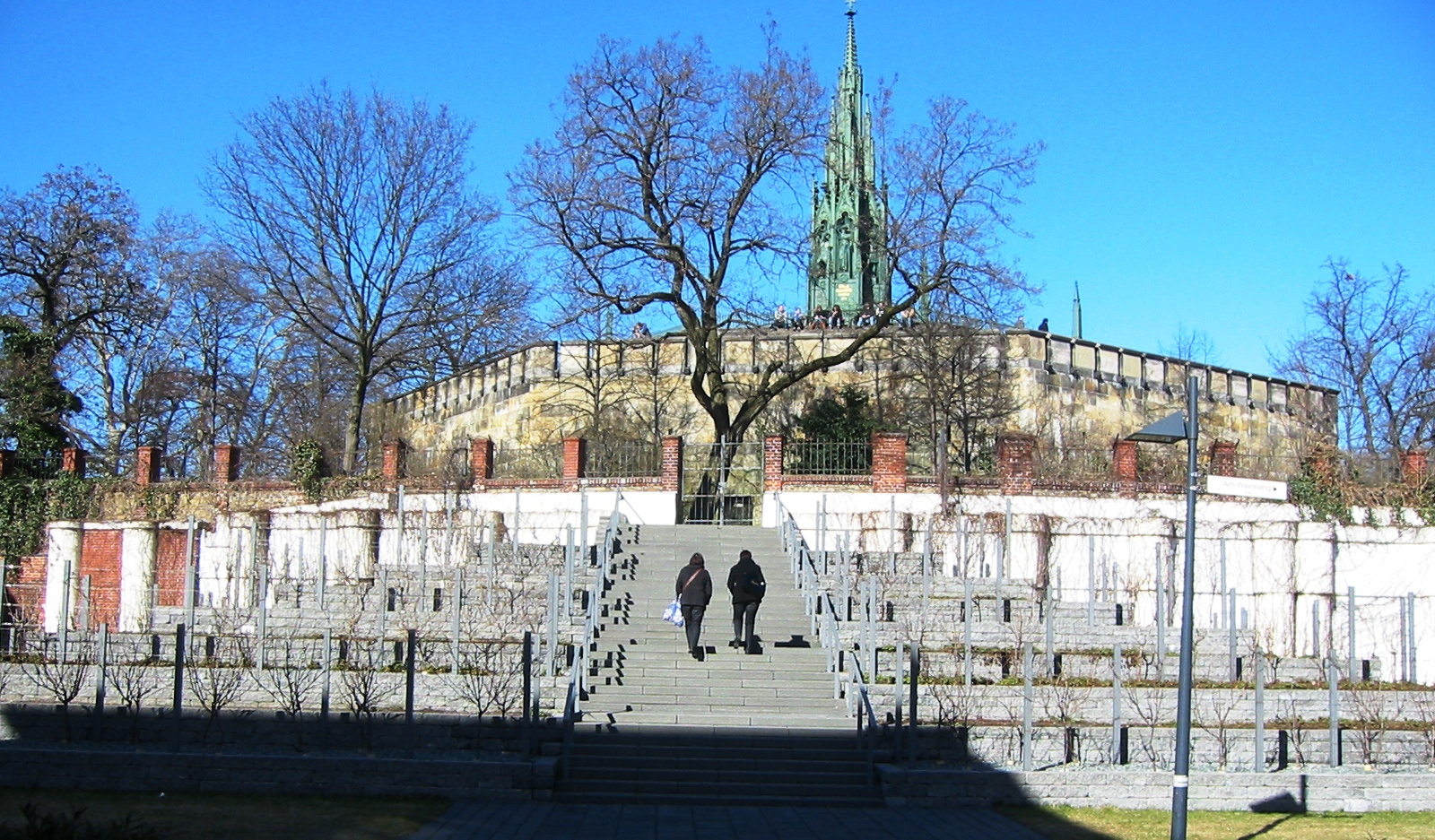
Nationaldenkmal auf dem Kreuzberg

- Die Großbeerenstraße führt in der Blickachse vom Nationaldenkmal (daher: Monumentenstraße) über den Generalszug nach Norden. Das „Monument“ wurde 1821 nach Plänen von Karl Friedrich Schinkel errichtet und erinnert an die Siege in den Befreiungskriegen. Die Großbeerenstraße ist benannt nach der Schlacht bei Großbeeren, die anliegenden Straßen erhielten Namen von kleineren Orten, die im Verlauf des sich in der unmittelbaren Nähe Berlins abspielenden Gefechts eine Rolle gespielt hatten: Kleinbeerenstraße, Trebbiner, Luckenwalder, Ruhlsdorfer und schließlich Teltower Straße.
- An der Verbindung von Yorckstraße und Gneisenaustraße kreuzte die 1864 umbenannte Belle-Alliance-Straße (seit 1947: Mehringdamm). Die Belle-Alliance-Straße begann am 1815 benannten Belle-Alliance-Platz (seit 1947 Mehringplatz). Der Name bezog sich auf die bekanntere Schlacht bei Waterloo, am Kanal schließt sich daher das Waterloo-Ufer an. Schon 1814 hatten die anderen beiden geometrischen Plätze der westlichen Friedrichstadt, Leipziger und Pariser Platz, den Namen nach den Ereignissen dieses Jahres erhalten.
- Die Hornstraße war ursprünglich ein Abschnitt der Yorkstraße und wurde nach Verschwenkung des Straßenzugs 1873 nach General Heinrich Wilhelm von Horn benannt. Horn war Untergebener Yorcks.
- Weil 1885 die (zweite) Blücherstraße an den Yorckbrücken in die Yorckstraße einbezogen wurde und dieser Straßenname auf jeden Fall im Stadtbild sichtbar bleiben sollte, wurde im gleichen Jahr die Pionierstraße vom neuen Blücherplatz vor dem Halleschen Tor zum Südstern in die (hier dritte) Blücherstraße umbenannt.

## Weitere Generalsnamen in der Umgebung
Neben den Generälen und Schlachtfeldern im Generalszug, die an die Befreiungskriege 1813–1815 erinnern, wurden bis 1898 in der unmittelbaren Umgebung weitere Straßen und Plätze nach Generälen aus früherer oder späterer Zeit sowie weiteren Beteiligten benannt. Dazu gehören folgende Namen:
Kurbrandenburg
- Georg von Derfflinger (1606–1695), Generalfeldmarschall
- Emanuel Froben (1640–1675), Begleiter des Großen Kurfürsten in der Schlacht bei Fehrbellin

Siebenjähriger Krieg
- Friedrich Leopold von Geßler (1688–1762), Generalfeldmarschall
- James Keith (1696–1758), Feldmarschall
- Kurt Christoph von Schwerin (1684–1757), Generalfeldmarschall
- Hans Karl von Winterfeldt (1707–1757), General und Freund Friedrichs II. (Winterfeldtplatz und Winterfeldtstraße)
- Hans Joachim von Zieten (1699–1786), Husarengeneral

Napoleonische Kriege
- Wilhelm René de l’Homme de Courbière (1733–1811), Generalfeldmarschall
- Joachim Nettelbeck (1738–1824), 1807 Bürger und „Retter“ Kolbergs (die Nettelbeckstraße ging 1962 in der Straße An der Urania auf)
- Wilhelm von Dörnberg (1768–1850), General, 1809 Aufstand, Untergebener Blüchers
- Karl Friedrich Friesen (1784–1814), Turner, 1813 Adjutant Lützows (auch Bezug zur Hasenheide)[Anm. 2]
- Friedrich Ludwig Jahn, Hauptmann bei Lützow (auch Bezug zur Hasenheide)[Anm. 2]
- Friedrich Adolf von Kalckreuth (1737–1818), Generalfeldmarschall
- Andreas Georg Friedrich von Katzler (1764–1834), General und 1813 Untergebener Blüchers
- Theodor Körner (1791–1813), Dichter und Freiwilliger Jäger in Lützows Freikorps
- Ludwig Adolf Wilhelm von Lützow (1782–1834), General, 1813 Freikorps. Ein Bezug für den Lützowplatz mag im Nachhinein entstanden sein.[Anm. 3] Nach den Angaben im Adressbuch[1] wurde die Lützowstraße bis 1867 als Lietzower Wegstraße erwähnt und die Führung von Flottwellstraße zum Lützowplatz und Lützowufer angegeben.[2]
- Lützowufer 1849 nach Lietzow (Charlottenburg)
- Lützowstraße 1867 ebenfalls
- Lützowplatz 1869 nach Adolf von Lützow

Das Lützowufer entstand durch den Ausbau des Landwehrkanals nach Charlottenburg 1848.
 Bei der Benennung der Lützowstraße stand aber sicher der General im Vordergrund, auch angesichts der schon 1865 erfolgten Benennung der einmündenden Körnerstraße. Offensichtlich wurde bei der Zuordnung der Namen zu Straßen das bereits existierende Lützowufer herangezogen.
- August Ludwig von Nostitz (1777–1866), General und 1813 Adjutant Blüchers (Nostitzstraße)
- Heinrich Riemann (1793–1872), Turner, 1813 freiwilliger Jäger in Lützows Freikorps
- Max von Schenkendorf (1783–1817), Dichter, 1813 Kriegsteilnehmer
- Ferdinand von Schill (1776–1809), Freikorpsführer in Kolberg 1807 und im Krieg von 1809

Deutsche Einigungskriege 1864–1871
- Gustav von Alvensleben (1803–1881), General der Infanterie
- Leonhard von Blumenthal (1810–1900), Generalfeldmarschall
- August Karl von Goeben (1816–1880), General der Infanterie
- Hugo von Kirchbach (1809–1887), General der Infanterie
- Gustav von Manstein (1805–1877), General der Infanterie
- Karl Friedrich von Steinmetz (1796–1877), General der Infanterie

Erster Weltkrieg 1914–1918
In der Zeit des Nationalsozialismus kamen aus dem Ersten Weltkrieg hinzu:
- Moritz von Bissing (1844–1917), General, 1914–1917 Gouverneur von Belgien (Benennung 1936, zuvor eine Privatstraße)
- Karl von Einem (1853–1934), Kriegsminister, General, konservativer Politiker (Benennung 1934, vorher Abschnitt der Maaßenstraße; 2013/2016 in Karl-Heinrich-Ulrichs-Straße umbenannt)
- Alexander von Kluck (1846–1934), General und Oberbefehlshaber (Benennung 1935, auch Bezug zum Bendlerblock; zuvor Magdeburger Straße)
- August von Mackensen (1849–1945), populärer Generalfeldmarschall, diente als Bewunderer Hitlers der NS-Propaganda (Benennung 1934–1998, vorher ein Abschnitt der Motzstraße und seit 1998 Else-Lasker-Schüler-Straße)

sowie aus dem Dreißigjährigen Krieg (1618–1648):
- Hans Michael Elias von Obentraut (1574–1625), Reitergeneral, vermeintlich Urbild des Deutschen Michels (Benennung 1936, zuvor Teltower Straße)

## Heutige Straßennamen

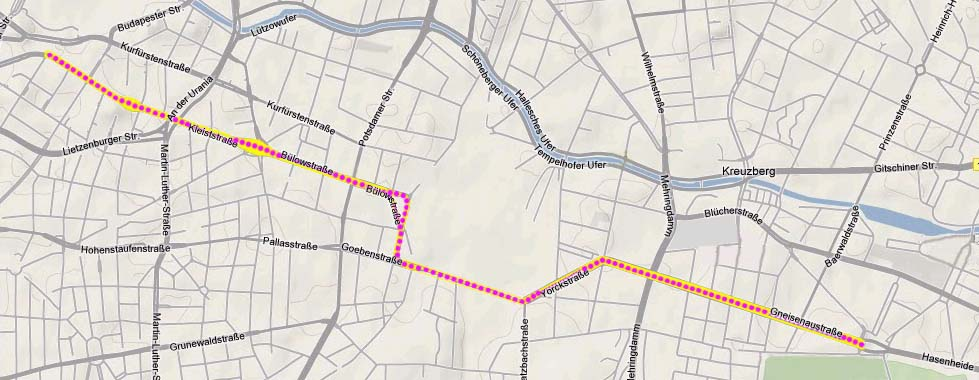
Der Generalszug im Straßennetz

Mit wenigen Ausnahmen blieben alle erwähnten Straßenbenennungen erhalten.
- Belle-Alliance-Straße bis 1946, seit 1947 Mehringdamm
- Dörnbergstraße zerbombt und überbaut (Grand Hotel Esplanade)
- Einemstraße bis 2013/2016. Nach langjährigen auch gerichtlich geführten Auseinandersetzungen wurde sie bezirksweise in Karl-Heinrich-Ulrichs-Straße umbenannt.
- Mackensenstraße nach langem politischen Streit ab 1998: Else-Lasker-Schüler-Straße
- Nettelbeckstraße von der Verkehrsplanung der Nachkriegszeit durch die Straße An der Urania „begraben“